# لیلا سودآور دیبا
لیلا سودآور دیبا (انگلیسی: Layla Soudavar Diba)، مشهور به لیلا دیبا، نمایشگاه‌گردان، موزه‌دار و پژوهشگر قرون ۱۸ و ۱۹ و معاصر هنر ایرانی است.

## زندگی‌نامه

### موزه نگارستان
لیلا دیبا، از ابتدای تأسیس موزه نگارستان در سال ۱۹۷۵، با سمت مدیر، عوض مؤسس و کیوریتور ارشد این موزه مشغول به کار شد. تحت مدیریت او، تعداد آثار موزه از چند صد اثر به بیش از سه هزار اثر هنری افزایش یافت. این موزه که به دستور شهبانو فرح پهلوی جهت ترویج هنر ایرانی مربوط به قرون ۱۸ و ۱۹ تأسیس شده بود در جریان انقلاب ۱۳۵۷ ایران (۱۹۷۹) تعطیل شد.

### سایر فعالیت‌ها
پس از مهاجرت به ایالات متحده در سال ۱۹۷۹، بین سال‌های ۱۹۹۰ تا ۲۰۰۰ به عنوان کیوریتور هنر اسلامی در موزه هنر بروکلین خدمت کرد. در دوران حضورش، نمایشگاه «نقاشی‌های سلطنتی ایرانی: دوران قاجار (۱۷۸۵–۱۹۲۵)» (عنوان اصلی: Royal Persian Paintings: The Qajar Epoch (1785-1925)) را برگزار کرد، که اولین نمایشگاه بزرگ بین‌المللی هنر و فرهنگ ایرانی قرن هجدهم و نوزدهم بود.
لیلا دیبا، به عنوان مشاور هنری در موزه متروپولیتن نیویورک فعالیت داشت. وی اکنون در آمریکا زندگی می‌کند و یکی از اعضا هیئت امنا دانشنامه ایرانیکا می‌باشد.
او همچنین مشاور ارشد بنیاد فرهنگ، موزه گوگنهایم ابوظبی و موقوفه ملی علوم انسانی است.
در سال‌های ۲۰۱۳–۲۰۱۴ او به همراه فرشته دفتری، نمایشگاه «ایران مدرن» را در انجمن آسیا در نیویورک کیوریت و کتابی با همین عنوان، به مناسبت این نمایشگاه به همراه فرشته دفتری تألیف کرد.

### تحصیلات
لیلا سود آور دیبا، مدرک کارشناسی هنر خود را از کالج ولزلی و کارشناسی ارشد هنر و دکترای هنرهای زیبا را از دانشگاه نیویورک دریافت نمود.

### کتاب‌ها
- نقاشی‌های سلطنتی فارسی، دوره قاجار، ۱۷۸۵–۱۹۲۵
- Journey Through Asia: Masterpieces in the Brooklyn Museum of Art; with Amy G. Poster. Brooklyn Museum Bookshop, 2003.
- Turkmen Jewelry: Silver Ornaments from the Marshall and Marilyn R. Wolf Collection. Metropolitan Museum of Arts, New York, 2011.[۲]
- Iran Modern (Co-Editor with Fereshteh Daftari). Asia Society Museum, New York, 2013[۲]

## یادکرد
1. ↑  Swissair crash victims
2. 1 2 3 4 5 6 7  Iranica board of Trustees, 2018.
3. ↑  «Profile – Layla Diba». IRANIAN AMERICAN WOMEN FOUNDATION (به انگلیسی). دریافت‌شده در ۲۰۲۴-۰۷-۰۳.
4. ↑  «مجموعه مقالات لیلا دیبا دربارهٔ نقاشی و هنر عصر قاجار منتشر شد». ایبنا.
5. ↑  "Iran Modern". asiasociety.org (به انگلیسی).